# Гжегож Схетина
Гжегож Схетина (на полски: Grzegorz Schetyna) е полски политик, министър в правителствата на Доналд Туск и Ева Копач, от 2016 г. председател на Гражданска платформа.

## Младост и образование
Гжеож Схетина е роден в Ополе. Родителите му са участници в полската съпротива по време на Втората световна война. Първоначално следва право, но се дипломира в Историко-философския факултет на Вроцлавския университет като магистър по история през 1990 г. Активист на Солидарност и председател на Независимото обединение на студентите във Вроцлавския университет (1986 – 1989).

## Начало на политическата кариера
На 28 години става най-младият заместник войвода (заместник областен управител) в Полша (1990 – 1992, Вроцлавско войводство). Заедно с Рафал Дуткевич основава Радио S (Радио Еска), а скоро след това поема управлението на спортен клуб Шльонск Вроцлав, което му носи популярност в региона. По същото време се ангажира с Либерално-демократичния конгрес. Изпълнява длъжността генерален секретар на партията до обединението ѝ с Демократическата уния и създаването на Уния на свободата. От 1997 г. неизменно е народен представител.

## В Гражданска платформа
От самото създаване на партията Схетина е неин активен член. Два пъти е генерален секретар (2001 – 2003 и 2004 – 2010), в периода 2010 – 2013 г. е заместник председател. От 2009 до 2010 г. председателства Парламентарния клуб на Платформата. От 27 януари 2016 г. е председател на Гражданска платформа.
В правителството на Доналд Туск е избран за вицепремиер и министър на вътрешните работи и администрацията. Подава оставка след подозрения за участие в хазартна афера. След изясняване на случая е избран за маршал на Сейма през 2010 г., след като изпълняващият длъжността Бронислав Коморовски печели президентските избори. След катастрофата в Смоленск временно изпълнява длъжността президент на Република Полша, след което остава маршал до края на мандата на Сейма.
През 2014 г. Ева Копач го назначава за министър на външните работи.